# Бадмаев, Алексей Балдуевич
Алексе́й Балду́евич Бадма́ев (калм. Бадмаев Укурча; 16 сентября 1924 года, Бага-Ханата (ныне Малодербетовский район, Калмыкии) — 13 января 2007 года) — народный писатель Калмыкии, участник Великой Отечественной войны. Заслуженный работник культуры РСФСР (1975).

## Биография
Алексей Бадмаев родился 16 сентября 1924 года в хотоне Бага-Ханата Малодербетовского улуса (ныне Сарпинского района) Калмыцкой автономной области в бедной семье кочевников. Участвовал в Великой Отечественной войне. После окончания средней школы ушёл на фронт, где был тяжело ранен, но после выздоровления вернулся в действующую армию.
В начале 1944 года был выслан в Широклаг НКВД на строительство Широковской ГЭС. Позже, в одном из своих произведений «Алтн шорад даргддго» (Там, за далью непогоды) Бадмаев описал жестокую реальность Широклага.
После демобилизации из Широклага почти двенадцать лет жил в Алтайском крае, работал бухгалтером в колхозе, совхозе и МТС. На родину, в Калмыкию, вернулся в марте 1957 года. Работал главным бухгалтером, начальником финансового и оргколхозного отделов Министерства сельского хозяйства.
В 1971 году окончил филологический факультет Калмыцкого государственного университета.

## Творчество
Первые произведения Алексея Бадмаева были опубликованы в 1957 году. Ему принадлежат роман о жизни крестьян «Там, за далью непогоды» («Алтн шорад даргддго»), роман «Зултурган — трава степная» о Калмыкии в 1912—1943 годах, повесть о борьбе за власть Советов в Калмыкии «Ревдольган», сборник рассказов «Мать» («Ээдж»). Роман Бадмаева «Реки начинаются с истоков» («Усна экн булг») был в 1971 году удостоен Государственной премии Калмыцкой АССР имени О. И. Городовикова.
В советский период многие произведения писателя были переведены на языки народов мира.

## Семья
Сын - Цецен Алексеевич Бадмаев (род. 1967), поэт.

## Награды и премии
- Орден Отечественной войны I степени
- Медаль «За боевые заслуги»
- Медаль «За оборону Сталинграда»
- Другие медали
- Орден «Знак Почёта»
- Заслуженный работник культуры РСФСР (29 января 1975)
- Отличник печати СССР
- Народный писатель Калмыкии
- Почётный гражданин Республики Калмыкия (16 сентября 2004)[6]
- Лауреат Государственной премии Калмыкии имени О. И. Городовикова (1997)